# Saint-Barthélemy-d'Anjou

Saint-Barthélemy-d'Anjou este o comună în departamentul Maine-et-Loire, Franța. În 2009 avea o populație de 8,822 de locuitori.